# Rinkerode
Rinkerode ist ein Ortsteil der Stadt Drensteinfurt im Kreis Warendorf in Nordrhein-Westfalen mit etwa 3800 Einwohnern.

## Geographie

### Lage
Das Dorf liegt etwa 12 km südlich von Münster, Nachbarorte sind Hiltrup (im Norden), Albersloh (im Nordosten), Drensteinfurt (im Südosten), Ascheberg und Davensberg (im Westen) sowie Amelsbüren (im Nordwesten). In Nord-Süd-Richtung wird Rinkerode von der Bahnstrecke Münster–Hamm mit Bedienung des Bahnhofs Rinkerode durch Nahverkehrszüge im Halbstundentakt und der nahezu parallel laufenden Bundesstraße 54 durchkreuzt.
Westlich des Ortes liegt das große Waldgebiet der Davert und nördlich die Hohe Ward. Rund 1,5 km östlich des Ortskerns fließt die Werse in nördlicher Richtung nach Albersloh.

### Gliederung
Dorf, Altendorf, Hemmer und Eickenbeck

## Geschichte

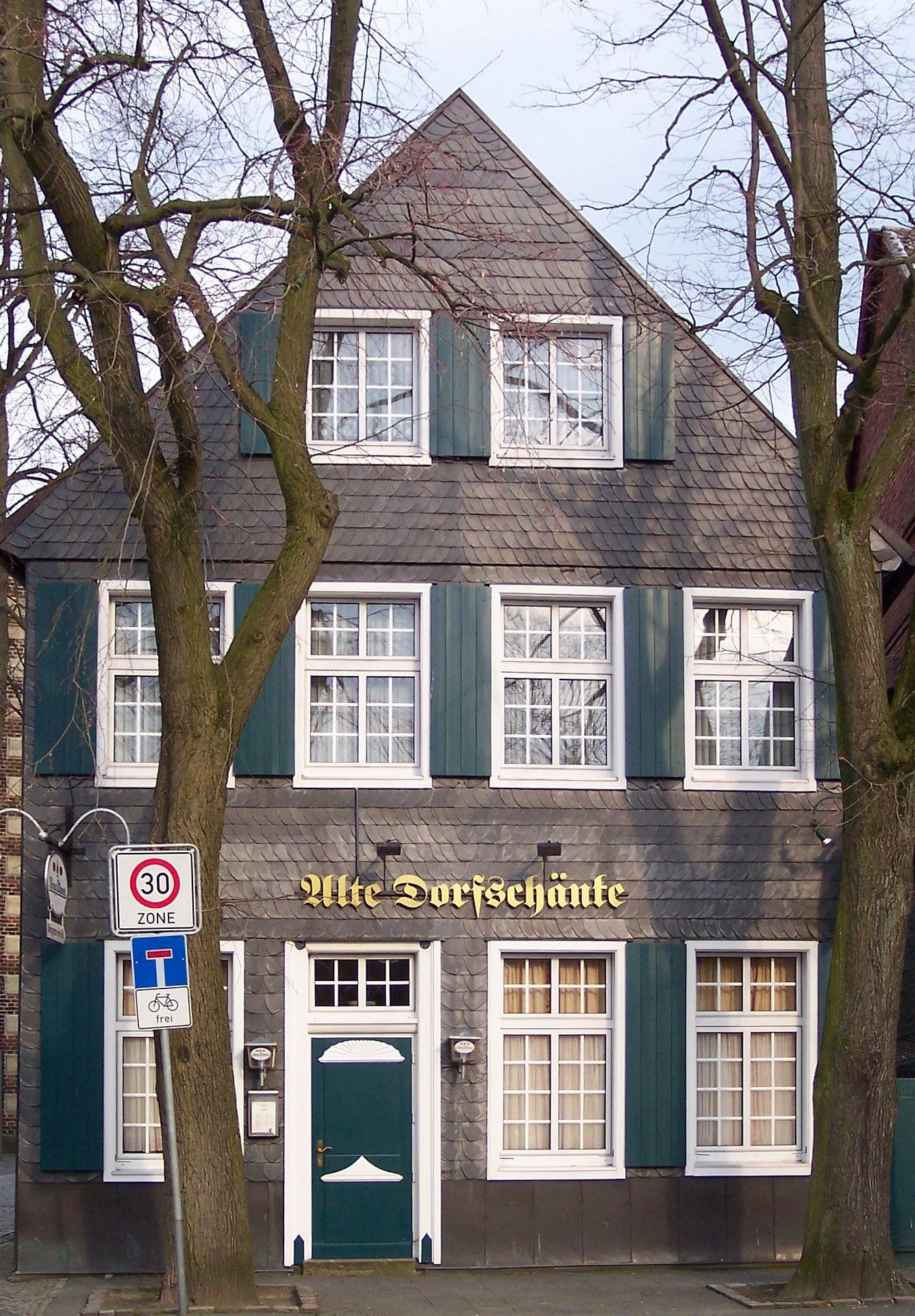
Alte Dorfschänke

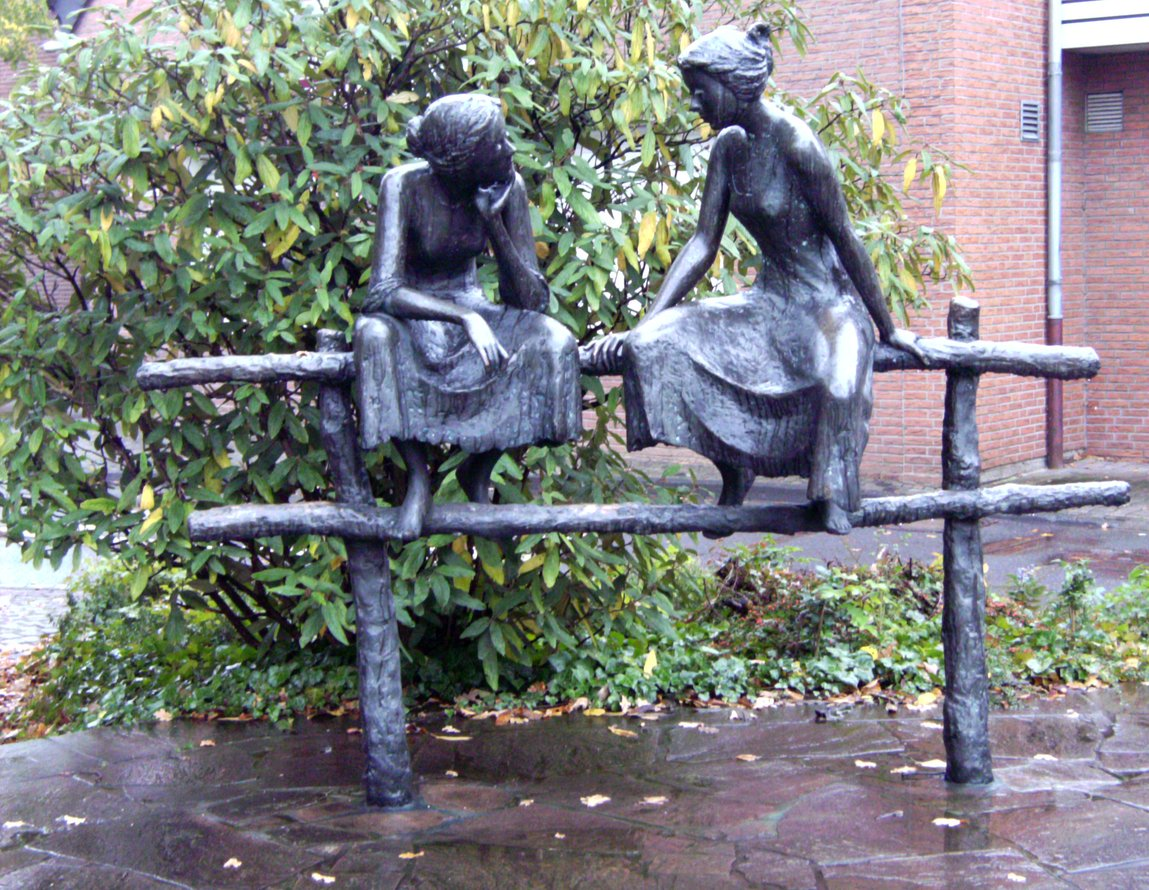
Dorfplatz Rinkerode

Vor 900 begann die Besiedlung im südlichen Davertwald. Sie ging vom Bispinghof, dem heutigen Haus Bisping, und vom Pröbstinghof, dem heutigen Pfarrzentrum, aus. Um 1170 erfolgte die Erstnennung des Ortes „Rinkerrode“, 1250 wurde die dortige Pfarrei erstmals genannt. Um 1200 hatte Gerwin von Rinkerode Haus Borg und Haus Steinfurt in Besitz. 1364 erschien erstmals Haus Bisping in den Quellen, wo 1606 Christoph Bernhard von Galen, Fürstbischof von 1650 bis 1678, geboren wurde.
1589 und 1624 hielten sich spanische Truppen in Rinkerode auf. 1628 erfolgte die Stiftung des Armenhauses, das 1824 neu gebaut wurde (abgerissen 1966, heute LWL-Freilichtmuseum Detmold), um 1670 wurde eine Schule auf dem Kirchplatz errichtet. 1719 entstand unter Leitung von Gottfried Laurenz Pictorius das Neue Herrenhaus von Haus Borg, 1721 bis 1724 entstand die neue Pfarrkirche St. Pankratius, 1810 die Galensche Mühle, in der sich heute das Mühlenmuseum befindet.
1816 kam Rinkerode im Rahmen des Königreiches Preußen, an das Westfalen fiel, zum Kreis Münster. 1848 erfolgte die Eröffnung der Bahnlinie Münster–Hamm, an der Rinkerode einen Haltepunkt darstellt. 1877 entstand die neue Knabenschule (heute Jugendheim), 1896 das bis 1975 bestehende Krankenhaus im ehemaligen Pröbstinghof. 1901 wurde die Bäuerliche Bezugs- und Absatzgenossenschaft Rinkerode gegründet, 1908 die bis 1969 florierende Molkerei, die 1978 abgerissen wurde. 1915 bis 1925 wurde die Davertbahn, die Kleinbahn Rinkerode–Ascheberg, unterhalten.
1946 wurden im katholischen Ort erstmals evangelische Gottesdienste abgehalten (im Agnesstift), 1968 wurde das evangelische Gemeindezentrum Friedenskirche (2014 abgerissen) eingeweiht. 1961 bis 1963 erfolgte der Ausbau der Alten Dorfstraße.
Am 1. Januar 1975 wurde durch § 5 Münster/Hamm-Gesetz die zuvor zum Amt Wolbeck im Kreis Münster gehörende Gemeinde in die Stadt Drensteinfurt im Kreis Warendorf eingemeindet, da ein eigentlich gedachter Zusammenschluss mit den damaligen Gemeinden Hiltrup und Amelsbüren durch die neuen Kreisgrenzen nicht mehr möglich war. Eine Eingemeindung in die Stadt Münster wurde von dieser abgelehnt. Für den Fall des Baus des geplanten Flughafens wären Drensteinfurt, Albersloh, Rinkerode und Sendenhorst zu einer größeren Stadt Drensteinfurt zusammengeschlossen worden. 1987 wurde der Dorfplatz neu gestaltet, 1989 die Parzelle Brinkskuhle; 1993 entstand der Pankratiusbrunnen von Ernst Schlüter. 1995 wurde das Mühlen- und Gerätemuseum eröffnet.

## Verkehr

### Bahn

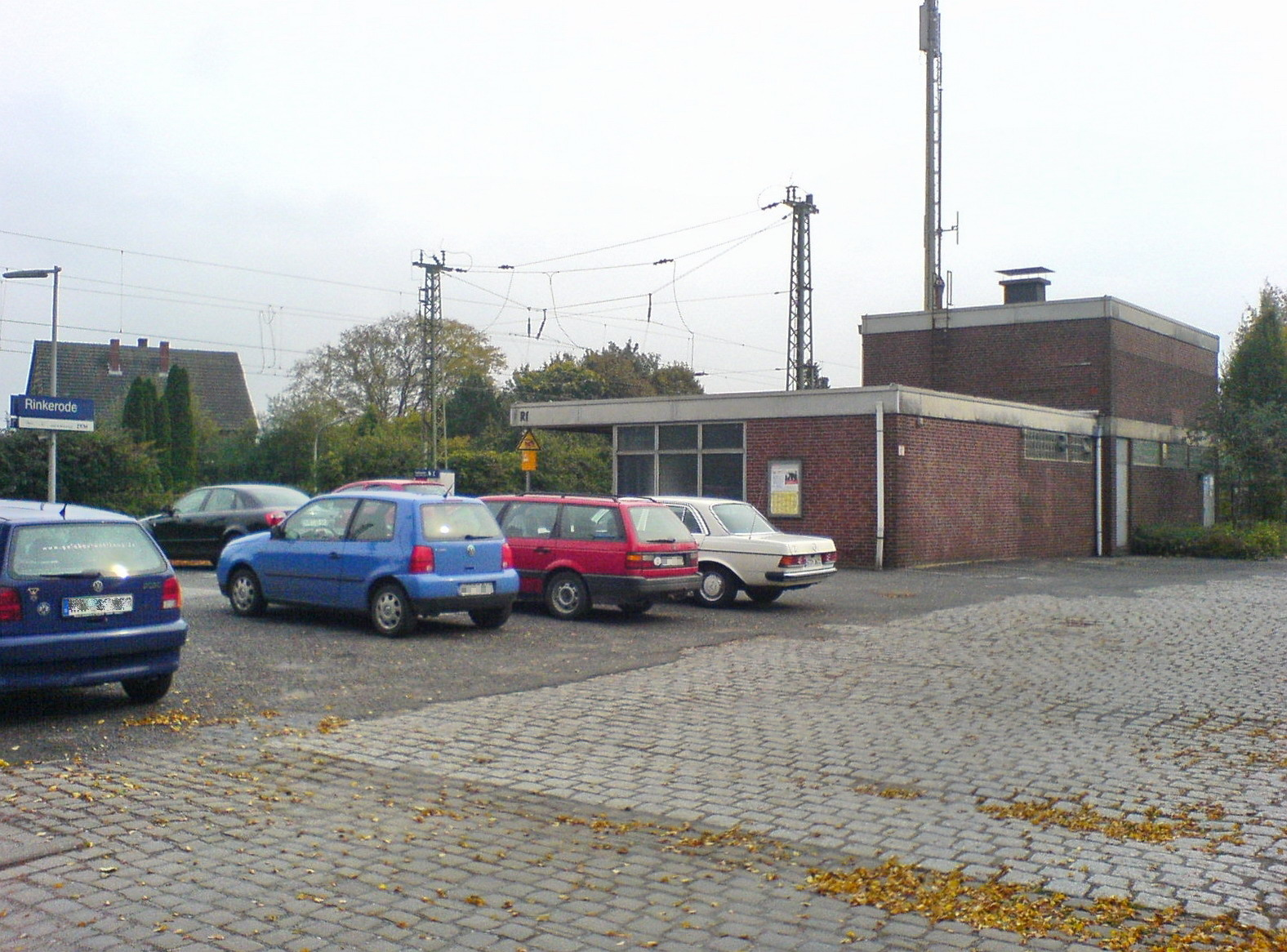
Bahnhof

Der Bahnhof Rinkerode liegt an der Bahnstrecke Münster–Hamm und wird wochentags halbstündlich (samstags, sonn- und feiertags stündlich) von Zügen der Eurobahn (RB 69/89 Münster–Bielefeld/Paderborn) bedient.
| Linie    | Verlauf | Takt                                                                                        |
| -------- | --- | ------------------------------------------------------------------------------------------- |
| RB 69/89 | Ems-Börde-Bahn: Münster (Westf) Hbf – Münster-Hiltrup – Rinkerode – Drensteinfurt – Mersch (Westf) – Bockum-Hövel – Hamm (Westf) Hbf (Flügelung, Zugteil nach Bielefeld als RB69, Zugteil nach Paderborn/Warburg als RB 89) – … RB 69: … – Heessen – Ahlen (Westf) – Beckum-Neubeckum – Oelde – Rheda-Wiedenbrück – Gütersloh Hbf – Isselhorst-Avenwedde – Bielefeld-Brackwede – Bielefeld Hbf RB 89: … – Welver – Borgeln – Soest – Bad Sassendorf – Lippstadt – Dedinghausen – Ehringhausen – Geseke – Salzkotten – Scharmede – Paderborn Hbf – Altenbeken – Willebadessen – Warburg (Westf) Stand: Fahrplanwechsel Dezember 2021 | 60 min 30 min (Münster–Hamm wochentags) 30 min (Hamm–Paderborn) 120 min (Paderborn–Warburg) |

Zwischen 1915 und 1925 gab es eine Materialkleinbahn der Philipp Holzmann AG nach Ascheberg, die von 1917 bis 1925 auch Personen beförderte, die Kleinbahn Rinkerode–Ascheberg.

### Bus
Wochentags halten in Rinkerode drei Busse. Diese dienen hauptsächlich dem Schülerverkehr, sind aber keine Schulbusse, sondern Busse der Linie 341 zwischen Herbern und Münster. Vor Samstagen und Sonn-/Feiertagen verkehren zudem Nachtbusse der Linie N42 von Münster nach Drensteinfurt. Innerhalb des Dorfes werden die Haltestellen Meerkamp, Haverland und Niehoff bedient. In den jeweiligen Bauerschaften sind auch einige Haltestellen vorhanden.

## Sehenswertes
Das Dorf hat sich seinen ländlich-westfälischen Charakter nur teilweise erhalten. Neben der barocken Pfarrkirche St. Pankratius im Ortszentrum, erbaut von 1721 bis 1724 von Gottfried Laurenz Pictorius, sind die im Westen gelegenen Wasserburgen Haus Borg und Haus Bisping nennenswert.

## Persönlichkeiten
- Wolter Westerhues (um 1470–1548) Glockengießer in Westfalen, wurde hier geboren.
- Christoph Bernhard von Galen (1606–1678), Fürstbischof von Münster, wurde in Rinkerode geboren
- Godehard Ontrup (1773–1826), römisch-katholischer Theologe
- Johannes Brockmann (1888–1975), langjähriger Vorsitzender der Zentrumspartei, lebte und verstarb hier
- Josef Rickfelder (* 1951), Landtagsabgeordneter der CDU
- Thomas Meurer (1966–2010), Theologe und Sachbuchautor

## Vereine
Das Vereinsleben ist fester Bestandteil des Dorfes und sehr gut integriert. Der bekannteste Verein Rinkerodes ist der Sportverein Rinkerode 1912 e. V. mit den Sportarten Fußball, Tischtennis und Breitensport. Die erste Fußballherrenmannschaft des SVR spielt derzeit in der Kreisliga B. Andere bekannte Vereine in Rinkerode sind der TC Rinkerode (Tennis) sowie der ASC Rinkerode (Angeln). Die musiktreibenden Vereine sind das Kolping Blasorchester Rinkerode und der Spielmannszug Rinkerode. Das Schützenwesen wurde in den zwei Traditionsvereinen Schützengilde Rinkerode von 1840 e. V. und der Hubertus Schützengilde „Lebensfreude“ gepflegt. Letztere verabschiedete sich im Jahre 2014 aus dem Vereinsleben. Außerdem hat die Freiwillige Feuerwehr Drensteinfurt einen Löschzug in Rinkerode.

## Einwohnerentwicklung
Basis/Grundlage: Auskunft im Rathaus der Stadt Drensteinfurt für den Ortsteil Rinkerode, Einwohner ohne Nebenwohnungen
- Stichtag 14. August 2015 – 3711 Einwohner – davon: 1830 Männer / 1881 Frauen
- Stichtag 3. August 2016 – 3802 Einwohner – davon: 1890 Männer / 1912 Frauen
- Stichtag 1. August 2017 – 3790 Einwohner
- Stichtag 1. August 2018 – 3755 Einwohner
- Stichtag 1. August 2019 – 3812 Einwohner
- Stichtag 1. August 2020 – 3768 Einwohner – davon 1874 Männer / 1894 Frauen
- Stichtag 1. August 2021 – 3761 Einwohner – davon 1862 Männer / 1899 Frauen
- Stichtag 1. August 2022 – 3781 Einwohner – davon 1855 Männer / 1926 Frauen
- Stichtag 1. August 2023 – 3805 Einwohner – davon 1858 Männer / 1947 Frauen
- Stichtag 1. August 2024 – 3761 Einwohner – davon 1839 Männer / 1922 Frauen